# Andrea Dahmen
Andrea Dahmen (* 1939) ist eine deutsche Schauspielerin und Hörspielsprecherin.

## Leben und Wirken
Andrea Dahmen wurde 1939 als Tochter des Schauspielerehepaars Josef Dahmen (* 1903, † 1985) und Gisela von Collande (* 1915, † 1960) geboren, sie hat einen Bruder und eine Schwester. Ihre Mutter starb bei einem Autounfall. Sie stammt aus einer großen Schauspielerfamilie und war an mehreren Theatern aktiv. Nicht nur ihre Eltern waren als Schauspieler tätig, sondern auch ihr Onkel Volker von Collande (* 1913, † 1990) und ihre Cousine Nora von Collande (* 1958).
In der Kriminalserie Cliff Dexter war sie als Assistentin an der Seite des Titelhelden zu sehen. Weitere Rollen hatte sie in den zweiteiligen Fernsehfilmen Die Abenteuer eines armen Christenmenschen und Das Klavier von Fritz Umgelter sowie der Literaturverfilmung Die Geschwister Oppermann von Lion Feuchtwanger. In Der Reformator spielte sie die Katharina von Bora, die Frau Luthers.
Später spielte sie noch in Serien wie Derrick, Feuersturm und Asche und Forsthaus Falkenau mit. Andrea Dahmen führte Regie in dem Theaterstück Morgen hör ich auf (alternativ auch Tagebuch eines Trinkers), das 1987 im Studiotheater München uraufgeführt wurde.
Andrea Dahmen ist mit dem Schauspieler Karlheinz Lemken (* 1941) verheiratet. Ihre gemeinsame Tochter Julia (* 1978) ist ebenfalls Schauspielerin.

## Filmografie (Auswahl)
- 1964: Die Teilnahme
- 1965: Die fünfte Kolonne (Folge: Ein Mann namens Pawlov)
- 1966: Cliff Dexter (13 Folgen)
- 1967: Die Gefährtin
- 1967: Kennwort Kettenhund
- 1968: Der Reformator
- 1968: Eine Gefangene bei Stalin und Hitler
- 1971: Arsène Lupin, der Meisterdieb (Folge: Double jeu)
- 1971: Das Abenteuer eines armen Christenmenschen
- 1972: Das Klavier
- 1973: Artur, Peter und der Eskimo
- 1973: Der Vorgang
- 1974: Telerop 2009 – Es ist noch was zu retten [TV-Serie] (Folge: Die tödlichen Stunden)
- 1975: Zahnschmerzen
- 1978/1987: Der Alte (2 Folgen)
- 1979: Derrick – (Folge 63: Die Versuchung)
- 1982: St. Pauli-Landungsbrücken (Folge: Soweit die Kohle reicht)
- 1982: Tatort (Folge: Trimmel und Isolde)
- 1983: Die Geschwister Oppermann
- 1984: Alles aus Liebe (Folge: Kellermanns Prozess)
- 1985: Derrick – (Folge 130: Schwester Hilde)
- 1988: Feuersturm und Asche (2 Folgen)
- 1995: Forsthaus Falkenau (2 Folgen)
- 1997: Betrogen – Eine Ehe am Ende
- 2001: Verkehrsgericht (Folge: Rollende Schatten)

## Hörspielsprecherin
- 1962: Lehmann (Hörspiel von Peter Hirche) – NDR/SFB/SDR[3]
- 1964: Der Kleine Lord – Universal Music (Deutsche Grammophon)[4]
- 1991: Aus einer anderen Welt (Hörspiel von Chris Brohm) – SDR[5]
- 2009: Der letzte Detektiv (Folge 04: Schlachthaus) – Der Hörverlag[6]